# Cầu lông tại Đại hội Thể thao châu Á 2022
Cầu lông tại Đại hội Thể thao châu Á 2022 được tổ chức tại Nhà thi đấu Tân Giang ở Hàng Châu, Trung Quốc từ ngày 28 tháng 9 đến ngày 7 tháng 10 năm 2023, và có tổng cộng 7 nội dung thi đấu.

## Quốc gia tham dự
Có tổng cộng 246 vận động viên đến từ 23 quốc gia tham gia thi đấu môn Cầu lông tại Đại hội Thể thao châu Á 2022:
- Bhutan (2)
- Campuchia (2)
- Trung Quốc (20)
- Đài Bắc Trung Hoa (20)
- Hồng Kông (20)
- Ấn Độ (19)
- Indonesia (20)
- Iran (2)
- Nhật Bản (20)
- Jordan (1)
- Kazakhstan (2)
- Ma Cao (6)
- Malaysia (18)
- Maldives (8)
- Mông Cổ (13)
- Nepal (8)
- Pakistan (4)
- Đông Timor (3)
- Singapore (13)
- Hàn Quốc (20)
- Sri Lanka (1)
- Thái Lan (20)
- Việt Nam (4)

## Lịch thi đấu
| L | Vòng loại | ¼ | Tứ kết | ½ | Bán kết | CK | Chung kết |

| ND↓/Ngày→           | 28/09 Thứ 5 | 29/09 Thứ 6 | 30/09 Thứ 7 | 1/10 CN | 2/10 Thứ 2 | 3/10 Thứ 3 | 4/10 Thứ 4 | 5/10 Thứ 5 | 6/10 Thứ 6 | 7/10 Thứ 7 |
| ------------------- | ----------- | ----------- | ----------- | ------- | ---------- | ---------- | ---------- | ---------- | ---------- | ---------- |
| Đơn nam             |             |             |             |         | L          | L          | L          | ¼          | ½          | CK         |
| Đôi nam             |             |             |             |         | L          | L          | ¼          |            | ½          | CK         |
| Đồng đội nam        | L           | ¼           | ½           | CK      |            |            |            |            |            |            |
| Đơn nữ              |             |             |             |         | L          | L          | ¼          |            | ½          | CK         |
| Đôi nữ              |             |             |             |         | L          | L          | ¼          | ½          | CK         |            |
| Đồng đội nữ         | L           | ¼           | ½           | CK      |            |            |            |            |            |            |
| Đôi nam nữ phối hợp |             |             |             |         | L          | L          | ¼          |            | ½          | CK         |

## Danh sách huy chương
| Nội dung            | Vàng | Bạc | Đồng |
| ------------------- | --- | --- | --- |
| Đơn nam             | Li Shifeng · Trung Quốc | Shi Yuqi · Trung Quốc | Prannoy H. S. · Ấn Độ |
| Đơn nam             | Li Shifeng · Trung Quốc | Shi Yuqi · Trung Quốc | Kodai Naraoka · Nhật Bản |
| Đơn nữ              | An Se-young · Hàn Quốc | Chen Yufei · Trung Quốc | He Bingjiao · Trung Quốc |
| Đơn nữ              | An Se-young · Hàn Quốc | Chen Yufei · Trung Quốc | Aya Ohori · Nhật Bản |
|                     | | | |
| Đôi nam             | Ấn Độ · Satwiksairaj Rankireddy · Chirag Shetty | Hàn Quốc · Choi Sol-gyu · Kim Won-ho | Đài Bắc Trung Hoa · Lee Yang · Wang Chi-lin |
| Đôi nam             | Ấn Độ · Satwiksairaj Rankireddy · Chirag Shetty | Hàn Quốc · Choi Sol-gyu · Kim Won-ho | Malaysia · Aaron Chia · Soh Wooi Yik |
| Đôi nữ              | Trung Quốc · Chen Qingchen · Jia Yifan | Hàn Quốc · Baek Ha-na · Lee So-hee | Nhật Bản · Yuki Fukushima · Sayaka Hirota |
| Đôi nữ              | Trung Quốc · Chen Qingchen · Jia Yifan | Hàn Quốc · Baek Ha-na · Lee So-hee | Hàn Quốc · Kim So-yeong · Kong Hee-yong |
| Đôi nam nữ phối hợp | Trung Quốc · Zheng Siwei · Huang Yaqiong | Nhật Bản · Yuta Watanabe · Arisa Higashino | Trung Quốc · Feng Yanzhe · Huang Dongping |
| Đôi nam nữ phối hợp | Trung Quốc · Zheng Siwei · Huang Yaqiong | Nhật Bản · Yuta Watanabe · Arisa Higashino | Hàn Quốc · Seo Seung-jae · Chae Yoo-jung |
|                     | | | |
| Đồng đội Nam        | Trung Quốc · Shi Yuqi · Li Shifeng · Lu Guangzu · Weng Hongyang · Liang Weikeng · Wang Chang · Liu Yuchen · Ou Xuanyi · Feng Yanzhe · Zheng Siwei        | Ấn Độ · Prannoy H. S. · Lakshya Sen · Srikanth Kidambi · Mithun Manjunath · Satwiksairaj Rankireddy · Chirag Shetty · Arjun M. R. · Dhruv Kapila · Rohan Kapoor · K. Sai Pratheek | Nhật Bản · Kyohei Yamashita · Yuta Watanabe · Kodai Naraoka · Akira Koga · Takuro Hoki · Taichi Saito · Kenta Nishimoto · Yugo Kobayashi · Kanta Tsuneyama · Koki Watanabe                                                                  |
| Đồng đội Nam        | Trung Quốc · Shi Yuqi · Li Shifeng · Lu Guangzu · Weng Hongyang · Liang Weikeng · Wang Chang · Liu Yuchen · Ou Xuanyi · Feng Yanzhe · Zheng Siwei        | Ấn Độ · Prannoy H. S. · Lakshya Sen · Srikanth Kidambi · Mithun Manjunath · Satwiksairaj Rankireddy · Chirag Shetty · Arjun M. R. · Dhruv Kapila · Rohan Kapoor · K. Sai Pratheek | Hàn Quốc · Seo Seung-jae · Lee Yun-gyu · Kim Won-ho · Kim Young-hyuk · Kang Min-hyuk · Jeon Hyeok-jin · Jin Yong · Cho Geon-yeop · Choi Sol-gyu · Na Sung-seung                                                                             |
| Đồng đội nữ         | Hàn Quốc · An Se-young · Kim Ga-eun · Kim Ga-ram · Baek Ha-na · Lee So-hee · Kim So-yeong · Kong Hee-yong · Jeong Na-eun · Kim Hye-jeong · Chae Yoo-jung | Trung Quốc · Chen Yufei · He Bingjiao · Han Yue · Wang Zhiyi · Chen Qingchen · Jia Yifan · Zhang Shuxian · Zheng Yu · Huang Dongping · Huang Yaqiong                              | Nhật Bản · Akane Yamaguchi · Aya Ohori · Saena Kawakami · Natsuki Nidaira · Nami Matsuyama · Chiharu Shida · Yuki Fukushima · Sayaka Hirota · Arisa Higashino · Naru Shinoya                                                                |
| Đồng đội nữ         | Hàn Quốc · An Se-young · Kim Ga-eun · Kim Ga-ram · Baek Ha-na · Lee So-hee · Kim So-yeong · Kong Hee-yong · Jeong Na-eun · Kim Hye-jeong · Chae Yoo-jung | Trung Quốc · Chen Yufei · He Bingjiao · Han Yue · Wang Zhiyi · Chen Qingchen · Jia Yifan · Zhang Shuxian · Zheng Yu · Huang Dongping · Huang Yaqiong                              | Thái Lan · Supissara Paewsampran · Sapsiree Taerattanachai · Benyapa Aimsaard · Nuntakarn Aimsaard · Rawinda Prajongjai · Jongkolphan Kititharakul · Supanida Katethong · Busanan Ongbamrungphan · Pornpawee Chochuwong · Ratchanok Intanon |

## Bảng tổng sắp huy chương
| Hạng               | Đoàn                    | Vàng | Bạc | Đồng | Tổng số |
| ------------------ | ----------------------- | ---- | --- | ---- | ------- |
| 1                  | Trung Quốc (CHN)        | 4    | 3   | 2    | 9       |
| 2                  | Hàn Quốc (KOR)          | 2    | 2   | 3    | 7       |
| 3                  | Ấn Độ (IND)             | 1    | 1   | 1    | 3       |
| 4                  | Nhật Bản (JPN)          | 0    | 1   | 5    | 6       |
| 5                  | Malaysia (MAS)          | 0    | 0   | 1    | 1       |
| 5                  | Thái Lan (THA)          | 0    | 0   | 1    | 1       |
| 5                  | Đài Bắc Trung Hoa (TPE) | 0    | 0   | 1    | 1       |
| Tổng số (7 đơn vị) | Tổng số (7 đơn vị)      | 7    | 7   | 14   | 28      |